# Svartetjärnen (Töftedals socken, Dalsland)
Svartetjärnen är en sjö i Dals-Eds kommun i Dalsland och ingår i Örekilsälvens huvudavrinningsområde.